# Vijay Sundar Prashanth
Vijay Sundar Prashanth Natarajan (* 27. Oktober 1986 in Chennai) ist ein indischer Tennisspieler.

## Karriere
N. Vijay Sundar Prashanth spielt hauptsächlich auf der ATP Challenger Tour und der ITF Future Tour. Er feierte bislang zwölf Turniersiege auf der Future Tour, davon drei im Einzel (allesamt im Jahr 2015). Auf der Challenger Tour konnte er im Oktober 2017 seinen ersten Titel zusammen mit Saketh Myneni in Ho-Chi-Minh-Stadt feiern.
Sein Debüt im Einzel auf der ATP World Tour gab er im Januar 2015 bei den Aircel Chennai Open, wo er sich für das Hauptfeld qualifizierte, dort jedoch in der ersten Hauptrunde an Jiří Veselý klar in zwei Sätzen scheiterte.

## Erfolge
| Legende (Anzahl der Siege)  |
| Grand Slam                  |
| ATP World Tour Finals       |
| ATP World Tour Masters 1000 |
| ATP World Tour 500          |
| ATP World Tour 250 (1)      |
| ATP Challenger Tour (7)     |

| Titel nach Belag |
| Hartplatz (1)    |
| Sand (0)         |
| Rasen (0)        |

### Doppel

#### Turniersiege

##### ATP World Tour
| Nr. | Datum              | Turnier  | Belag     | Partner               | Finalgegner                        | Ergebnis          |
| --- | ------------------ | -------- | --------- | --------------------- | ---------------------------------- | ----------------- |
| 1.  | 24. September 2024 | Hangzhou | Hartplatz | Jeevan Nedunchezhiyan | Constantin Frantzen Hendrik Jebens | 4:6, 7:65, [10:7] |

##### ATP Challenger Tour
| Nr. | Datum             | Turnier                   | Belag     | Partner               | Finalgegner                      | Ergebnis           |
| --- | ----------------- | ------------------------- | --------- | --------------------- | -------------------------------- | ------------------ |
| 1.  | 29. Oktober 2017  | Ho-Chi-Minh-Stadt         | Hartplatz | Saketh Myneni         | Ben McLachlan Gō Soeda           | 7:63, 7:65         |
| 2.  | 24. November 2018 | Pune (1)                  | Hartplatz | Ramkumar Ramanathan   | Hsieh Cheng-peng Yang Tsung-hua  | 7:63, 6:75, [10:7] |
| 3.  | 4. März 2023      | Pune (2)                  | Hartplatz | Anirudh Chandrasekar  | Toshihide Matsui Kaito Uesugi    | 6:1, 4:6, [10:3]   |
| 4.  | 25. März 2023     | Les Franqueses del Vallès | Hartplatz | Anirudh Chandrasekar  | Purav Raja Divij Sharan          | 7:5, 6:1           |
| 5.  | 3. Juni 2023      | Vicenza                   | Sand      | Anirudh Chandrasekar  | Fernando Romboli Marcelo Zormann | 6:3, 6:2           |
| 6.  | 22. Februar 2025  | Pune (3)                  | Hartplatz | Jeevan Nedunchezhiyan | Blake Bayldon Matthew Romios     | 3:6, 6:3, [10:0]   |
| 7.  | 21. Juni 2025     | Posen                     | Sand      | Sergio Martos Gornés  | Alexandru Jecan Bogdan Pavel     | 2:6, 7:5, [10:8]   |